# Юнгельс, Боб
Боб Юнгельс (люкс. Bob Jungels; род. 22 сентября 1992, Люксембург) — люксембургский профессиональный шоссейный велогонщик, выступающий с 2021 года за команду мирового тура AG2R Citroën.

## Карьера
2011 год Боб Юнгельс выступал в любительской велосипедной команде UC Dippach. В 2012 году перешёл в
Leopard-Trek Continental Team. С 2013 года защищает цвета люксембуржской команды Trek-Segafredo. Главными достижениями в которой является звания чемпиона Люксембурга в группой гонке и гонке с раздельным стартом (2013), а также третье место на первом этапе Критериум ду Дофине в 2014 году, вслед за Кристофером Фрумом и Альберто Контадором.

## Достижения
2009
Чемпионат Люксембурга (юниоры)
1-й  Чемпион Люксембурга — Групповая гонка
1-й  Чемпион Люксембурга — Индивидуальная гонка
1-й  Чемпион Люксембурга по циклокросу (юниоры)
2-й Гран-при Рублиланда (юниоры) — Генеральная классификация
2-й  Чемпионат Европы — Индивидуальная гонка (юниоры)
2010
1-й  Чемпион мира — Индивидуальная гонка (юниоры)
Чемпионат Люксембурга (юниоры)
1-й  Чемпион Люксембурга — Групповая гонка
1-й  Чемпион Люксембурга — Индивидуальная гонка
1-й  Чемпион Люксембурга по циклокросу (юниоры)
1-й  Гран-при Рублиланда (юниоры) — Генеральная классификация 
1-й  — Горная классификация
1-й  — Очковая классификация
1-й  Vuelta al Besaya (юниоры) — Генеральная классификация 
1-й  — Очковая классификация
1-й — Этапы 1 и 4
1-й  Keizer der Juniores (юниоры) — Генеральная классификация 
1-й — Этапы 1 и 2а (ИГ)
1-й Эшборн — Франкфурт (юниоры)
2-й Трофей Карлсберга (юниоры) — Генеральная классификация
3-й Niedersachsen-Rundfahrt — Генеральная классификация
2011
Игры малых государств Европы
1-й  — Групповая гонка
1-й  — Индивидуальная гонка
Чемпионат Люксембурга U23
1-й  Чемпион Люксембурга — Групповая гонка
1-й  Чемпион Люксембурга — Индивидуальная гонка
2-й  Чемпионат Европы — Индивидуальная гонка U23
3-й Флеш дю Сюд — Генеральная классификация 
1-й  — Молодёжная классификация
2012
1-й  Чемпион Люксембурга — Индивидуальная гонка
1-й  Флеш дю Сюд — Генеральная классификация 
1-й  — Молодёжная классификация
1-й — Этап 4 (ИГ)
1-й  Le Triptyque des Monts et Châteaux — Генеральная классификация 
1-й  — Очковая классификация
1-й  — Спринтерская классификация
1-й Париж — Рубе U23
1-й — Этап 4 Джиро Валле д'Аоста
2-й  Чемпионат Европы — Индивидуальная гонка U23
2-й Giro del Friuli-Venezia Giulia — Генеральная классификация
1-й  — Молодёжная классификация
2-й La Côte Picarde U23
7-й Chrono Champenois
8-й Toscana-Terra di Ciclismo — Генеральная классификация
9-й Тур Люксембурга — Генеральная классификация
2013
Чемпионат Люксембурга
1-й  Чемпион Люксембурга — Групповая гонка
1-й  Чемпион Люксембурга — Индивидуальная гонка
1-й Gran Premio Nobili Rubinetterie
5-й Тур Люксембурга — Генеральная классификация
1-й — Этап 4
2014
2-й Чемпионат Люксембурга — Индивидуальная гонка
9-й Критериум Интернациональ — Генеральная классификация
 Самый агрессивный гонщик — Этап 17 Вуэльта Испании
2015
Чемпионат Люксембурга
1-й  Чемпион Люксембурга — Групповая гонка
1-й  Чемпион Люксембурга — Индивидуальная гонка
1-й  Этуаль де Бессеж — Генеральная классификация 
1-й — Этап 5 (ИГ)
6-й Тур Швейцарии — Генеральная классификация
10-й Вуэльта Андалусии — Генеральная классификация
2016
Чемпионат мира
1-й  — Командная гонка
10-й — Индивидуальная гонка
Чемпионат Люксембурга
1-й  Чемпион Люксембурга — Групповая гонка
1-й  Чемпион Люксембурга — Индивидуальная гонка
1-й — Этап 1 Тур Омана
3-й Тиррено — Адриатико — Генеральная классификация
1-й  — Молодёжная классификация
6-й Джиро д’Италия — Генеральная классификация
1-й  — Молодёжная классификация
 Лидер генеральной классификации после этапов 10-12
10-й Энеко Тур — Генеральная классификация
2017
Чемпионат Люксембурга
1-й  Чемпион Люксембурга — Групповая гонка
2-й Индивидуальная гонка
1-й  Тиррено — Адриатико — Молодёжная классификация
8-й Джиро д’Италия — Генеральная классификация
1-й  — Молодёжная классификация
1-й — Этап 15
 Лидер генеральной классификации после этапов 4-8
8-й Тур Романдии — Генеральная классификация
2018
1-й  Чемпионат мира — Командная гонка
Чемпионат Люксембурга
1-й  Чемпион Люксембурга — Групповая гонка
1-й  Чемпион Люксембурга — Индивидуальная гонка
1-й Льеж — Бастонь — Льеж
1-й — Пролог Тур Словакии
3-й La Drôme Classic
5-й Вольта Алгарви — Генеральная классификация
5-й Тур Британии — Генеральная классификация
7-й Вуэльта Мурсии
2019
1-й Кюрне — Брюссель — Кюрне
1-й — Этап 4 Тур Колумбии
3-й Дварс дор Фландерен
5-й E3 БинкБанк Классик
8-й Париж — Ницца — Генеральная классификация
2020
Чемпионат Люксембурга
1-й  Чемпион Люксембурга — Индивидуальная гонка
2-й — Групповая гонка

## Статистика выступлений

### Гранд-туры
| Гонка           | 2014 | 2015 | 2016 | 2017 | 2018 | 2019 | 2020 |
| --------------- | ---- | ---- | ---- | ---- | ---- | ---- | ---- |
| Джиро д'Италия  | —    | —    | 6    | 8    | —    | 33   | —    |
| Тур де Франс    | —    | 27   | —    | —    | 11   | —    | 43   |
| Вуэльта Испании | НФ   | —    | —    | 42   | —    | —    | —    |

| —  | Не участвовал  |
| НФ | Не финишировал |